# Антоній Орлеанський і Браганса
Антоній Орлеанський і Браганса (1950—2024) — князь (принц) Бразилії, походить з молодшої гілки Вассурас, дому Орлеан-Браганца; для бразильських монархістів займав
третє місце в порядку успадкування престолу Бразилії, відразу після двох неодружених старших братів.

## Життєпис
Антоніо сьома дитина Педро Енріке де Орлеанського і Браганса (1909—1981), який носив титул імператорського принца Бразилії, і його дружини Марії-Елізабет (1914—2011), принцеси Баварської. Через свого батька він є правнуком Ізабелли, імператорської принцеси і кілька разів регентом Бразилії, а через свою матір він є правнуком короля Баварії Людвіга III (1845—1921).
Хоча він лише шостий із синів самозванця". Петро III ", Антоніо де Орлеан і Браганса визнають майбутнім імператорським принцом Бразилії бразильські монархісти, прихильники гілки Вассурас. Його старші брати, які все ще є династами цих монархістів, Луї-Гастон і Бертран, є безшлюбними і бездітними, тоді як інші його старші брати, Юд, П'єр і Фердинанд, всі вступили в союзи з людьми з не правлячих, або раніше правлячих сімей і раніше. відмовилися від своїх прав на бразильський престол (хоча стара імперська конституція не зобов'язувала їх до цього: стаття 120 цієї конституції передбачала лише те, що шлюб кронпринцеси мав бути затверджений імператором). Так, деякі бразильські монархісти вважають шлюб Антоніо Орлеанського і Браганси з Крістін де Лінь мізальянсом, оскільки князі Лінь ніколи не були ні правлячою, ні медіатизованою родиною . Згідно з цим аргументом, його четверо дітей не мали б права на корону Бразилії.
26 вересня 1981 року, Антоніо де Орлеан і Браганса одружився в замку Бельгії на принцесі Крістіні де Лінь (1955), дочці Антуана де Лінь (1925—2005), 13 титулований Лінь і принцеса Алікс Люксембурзька (1929—2019). Таким чином, вона є племінницею великого герцога Жана Люксембурзького.
Від цього союзу народилося четверо дітей, які отримали присудок королівської високості та титул ввічливості принц або принцеса Бразилії. :
- Педро Луїс де Орлеан і Браганса (1983—2009), зник у морі під час катастрофи рейсу 447 Air France[7] ,[8] ;
- Амелія де Фатіма де Орлеан і Браганса (1984 р.н.) відмовилася від династичних прав і вийшла заміж 14 липня 2014 р. в Ріо-де-Жанейро за Олександра Джеймса Спірмена (1984 р.н.), нащадка сера Олександра Янга Спірнета, 1-го адвоката. (1793—1874) ;
- Рафаель Антоніо Марія де Орлеан і Браганса (1986 р.н.) ;
- Марія Габріела Фернанда де Орлеан і Браганса (1989 р.н.).

Антоніо де Орлеан і Браганса провів більшу частину своєї молодості у фазенді в Жакарезіньо, в штаті Парана, де його родина проживала з 1951 по 1964 рік. Там він разом зі своїми одинадцятьма братами і сестрами отримав сувору освіту, в якій релігія займала дуже важливе місце.
Потім він навчався в середній школі в місті Вассурас в штаті Ріо, а потім отримав кваліфікацію інженера-будівельника в Університеті Барра-ду-Піраї, який все ще знаходиться в штаті Ріо. У 1980 році в рамках університетської освіти він проходив стажування в місті Ерланген, Німеччина, і саме тоді він зустрів свою майбутню дружину, принцесу Крістіну де Лінь.
Незабаром після одруження пара переїхала до міста Петрополіс, де вони жили зі своїми дітьми.